# Corroac’h
Der Corroac’h ist ein kleiner Fluss in Frankreich, der im Département Finistère in der Region Bretagne verläuft. Er entspringt im südlichen Gemeindegebiet von Plonéis, entwässert generell Richtung Südsüdost  und mündet nach rund 17 Kilometern an der Gemeindegrenze von Plomelin und Combrit als rechter Nebenfluss in den Ästuar des Odet. Etwa ab der Höhe von Saint-Roch ist auch der Corroac’h bereits von den Gezeiten beeinflusst und bildet in seinem Mündungsabschnitt den Ästuar Anse de Combrit. In seinem Mittelabschnitt quert der Fluss die autobahnähnlich ausgebaute Départementsstraße D785.

## Orte am Fluss
(Reihenfolge in Fließrichtung)
- Le Letty, Gemeinde Plonéis
- Skerneg, Gemeinde Pluguffan
- Kernizon, Gemeinde Pluguffan
- Kiliaboned, Gemeinde Pluguffan
- Trefrein, Gemeinde Pluguffan
- Kervallot, Gemeinde Plonéour-Lanvern
- Trévéon, Gemeinde Combrit
- Kernec’h, Gemeinde Combrit
- Saint-Roch, Gemeinde Plomelin
- Quélen, Gemeinde Combrit
- Combrit